# Urna de la Amistad Cubana
La Urna de la Amistad Cubana, también conocida como Urna de la Amistad Cubano-Americana o USS Maine Memorial, es una estatua de mármol en Washington D. C., que figura en el Registro Nacional de Lugares Históricos. El monumento se encontraba originalmente en Cuba para honrar las muertes estadounidenses a bordo del USS Maine antes de la Guerra hispano-estadounidense en 1898.

## Descripción
Está ubicado en Ohio Drive, en el Parque East Potomac, al sur de Cuenca Tidal cerca del extremo norte del Puente de la Calle 14. La urna de 2 m de altura incluye decoraciones como un águila con las alas extendidas y figuras humanas representadas en un estilo neoclásico. Una vez estuvo sobre una columna de mármol en La Habana, para conmemorar a los marineros e infantes de marina estadounidenses que perdieron la vida a bordo del USS Maine cuando se hundió en el puerto de La Habana en 1898, y la amistad y los lazos entre Cuba y los Estados Unidos. En la urna hay una inscripción en español que dice:
"La memoria del Maine perdurará por siempre a través de los siglos como lo serán los lazos de amistad entre la patria de Cuba y la patria de los Estados Unidos de Norteamérica" —Gerardo Machado

## Historia
Un huracán en octubre de 1926 derribó la columna de mármol donde estaba en Cuba, y en 1928 la urna fue enviada por el presidente cubano Gerardo Machado a los Estados Unidos y entregada al presidente Calvin Coolidge.
Algunos informes dicen que la urna estuvo durante muchos años frente a la Embajada de Cuba en la calle 16 NW. Después de que las relaciones entre Estados Unidos y Cuba se deterioraran tras el ascenso al poder de Fidel Castro en Cuba en 1959, desapareció de la vista pública. Puede haber sido robado por "vándalos xenófobos... durante la Crisis de los Misiles de 1962", o puede haber sido retirado para un proyecto de construcción.
Según el Servicio de Parques Nacionales, la urna se colocó en un jardín de rosas del Parque West Potomac en 1928, siguiendo las instrucciones del Congreso, cerca de la futura ubicación del Monumento a Jefferson, donde permaneció hasta la década de 1940, cuando se trasladó al Puente de la Calle 14. En 1963, se dijo que estaba almacenado.
Una publicación del Servicio de Parques Nacionales de 2009 afirma que se descubrió en un almacén del Servicio de Parques Nacionales en 1992 y se trasladó a su sitio actual. Sin embargo, en 1996, un periódico alternativo local, The Washington City Paper, informó que el Servicio de Parques había encontrado recientemente la urna abandonada en Parque de Rock Creek "acostada de costado". El periódico informó más tarde que la urna se colocó en el Parque East Potomac en 1998 tras una inversión de 11 000 dólares en reparaciones.
En 2007, la urna se colocó en el Registro Nacional de Lugares Históricos. 
Ha sido llamado uno de los "10 monumentos de los que probablemente nunca haya oído hablar" en la región de Washington D. C.